# زبان رواندایی
زبان رواندائی یکی از سه زبان رسمی کشور رواندا است (دو زبان رسمی دیگر انگلیسی و فرانسوی‌اند). این زبان در واقع گویشی از زبان رواندا-روندی است. به جز رواندا، این زبان در بخش‌هایی از بوروندی و جنوباوگاندا هم گویشورانی دارد. ۸۴ درصد گویشوران این زبان از قومیت هوتو، ۱۵٪ توتسی و ۱٪ توا می‌باشند. 
گویش‌وران این زبان با گویش‌وران زبان زبان روندی در کشور همسایه بوروندی، فهم دوطرفه از زبان یک‌دیگر دارند. در واقع این دو زبان، دو لهجه از یک زبان واحد می‌باشند.